# Van Rosenthal
Van Rosenthal is een vermoedelijk uit Wesel stammend geslacht. Twee leden zijn ingelijfd in de Nederlandse adel waardoor zij en hun nageslacht tot de Nederlands adel zijn gaan behoren. Mannelijke telgen voeren de titel ridder, die tussen de twee delen van de geslachtsnaam staat; de vrouwelijke leden van het geslacht dragen het predicaat jonkvrouw.

## Geschiedenis
De niet bewezen stamreeks begint met Conradus im Rosenthal, de bewezen met diens achterkleinzoon Conradus à (von) Rosenthal die in 1581 burger van Wesel was. Keizer Jozef II verhief op 4 februari 1788 de zonen van Conrad von Rosenthal (1670-1746), Johann Caspar en zijn halfbroers Heinrich Bernhard Friedrich en Johann Conrad von Rosenthal tot Edler von Rosenthal. Johan Conrad Edler von Rosenthal huwde Wilhelmina Elisabeth Moritz von Rossdorf. Hun zoon Hans Heinrich Conrad (1762-1822) kwam in 1787 met het Pruisische leger naar Nederland. Hij huwde in 1790 met Louisa Anna Bosch, dochter uit een Culemborgse familie. Twee van hun zonen werden ingelijfd in de Nederlandse adel.
Bij Koninklijk Besluit van 21 september 1834 werd Johan Theodoor Hendrik Nedermeyer von Rosenthal ingelijfd in de Nederlandse adel, met de titel van ridder op alle wettige mannelijke afstammelingen. Bij Koninklijk Besluit van 27 februari 1843 werd Lodewijk Hendrik Nicolaas Bosch van Rosenthal ingelijfd in de Nederlandse adel, met de titel van ridder op alle wettige mannelijke afstammelingen.

### Tak Nedermeyer van Rosenthal
- mr. dr. Johan Theodoor Hendrik Nedermeyer ridder van Rosenthal (1792-1857), ingelijfd in 1834 en broer van Lodewijk Hendrik Nicolaas Bosch van Rosenthal (1796-1874). De toevoeging Nedermeyer aan zijn naam is de geslachtsnaam van zijn grootmoeder van moederskant. Deze tak is in 1995 uitgestorven.

### Tak Bosch van Rosenthal
- mr. Lodewijk Hendrik Nicolaas Bosch ridder van Rosenthal (1796-1874). De toevoeging Bosch aan zijn naam is de geslachtsnaam van zijn moeder. Ingelijfd in 1843, lid van de Ridderschap Gelderland sinds 1844, notaris te Dieren en Velp
  - Lodewijk Hendrik Nicolaas Frederik Marie Bosch ridder van Rosenthal (1845-1900), vervulde verscheidene functies bij de rechtelijke macht
    - mr. dr. Lodewijk Hendrik Nicolaas Bosch ridder van Rosenthal (1884-1953), burgemeester van Groningen en Den Haag, Commissaris der Koningin van Utrecht
      - mr. Lodewijk Hendrik Nicolaas Frederik Marie Bosch ridder van Rosenthal (1914-2004), burgemeester van Rhenen

    - mr. Johan Jerinomus Balthazar Bosch ridder van Rosenthal (1889-1955), diplomaat, gezant in Bern tijdens WO2
    - dr. ir. Edzard Jacob Bosch ridder van Rosenthal (1892-1945), watergraaf, verzetsstrijder
      - Johan Barthold Frans Bosch ridder van Rosenthal (1922-2012), dijkgraaf
        - Lodewijk Hendrik Nicolaas Bosch ridder van Rosenthal (1948-2022)
          - drs. Eelco Alexander Bosch ridder van Rosenthal (1976), journalist

### Duitse tak
- Jan Hendrik Albert Ziegenhirt von Rosenthal (1797-1881). Ziegenhirt is een aangetrouwde geslachtnaam van zijn grootmoeder van moeders kant. In 1820 had hij een handel in suiker, thee en koffie in Amsterdam. Vanaf de jaren veertig was hij lid van de Staten van Gelderland, wethouder en vervolgens burgemeester van Culemborg. Ook bekleedde hij kerkelijke functies. Tot aan zijn dood was hij waterschapsbestuurder. De tak Ziegenhirt von Rosenthal stierf in 1937 uit.

Alewijn † ·
Du Bus † ·
De Bye ·
Van de Vivere · 
Van der Heim † ·
Huyssen van Kattendijke ·
Van Lockhorst † ·
De Maurissens † ·
Pauw † ·
De Plevits † ·
Van Rappard · 
Van der Renne † ·
Van Rosenthal ·
De van der Schueren ·
De Stuers ·
De Thier ·
De Warzée d'Hermalle † ·
Van Westreenen van Tiellandt † 

Geslachten die tot de adel van het Koninkrijk der Nederlanden behoren of hebben behoord. Lijst volgens opgave van de Hoge Raad van Adel. †: Geslacht uitgestorven of titel vervallen.